# Algerije op de Olympische Winterspelen 1992
Tijdens de Olympische Winterspelen van 1992 die in Albertville werden gehouden nam Algerije deel met een 4 sporters. Er werden geen medailles verdiend.

## Deelnemers en resultaten

### Alpineskiën
| Olympiër         | Discipline       | Resultaat | Prestatie                                                |
| ---------------- | ---------------- | --------- | -------------------------------------------------------- |
| Kamel Guerri     | super g (m)      | 90e       | 1.38,94 (+25,90)                                         |
| Kamel Guerri     | reuzenslalom (m) | 80e       | run 1: 1.28,85 run 2: 1.34,92 totaal: 3.03,77 (+56,79)   |
| Mourad Guerri    | super g (m)      | 83e       | 1.32,76 (+19,72)                                         |
| Mourad Guerri    | reuzenslalom (m) | 85e       | run 1: 1.28,34 run 2: 1.51,99 totaal: 3.20,33 (+1.13,35) |
| Mourad Guerri    | slalom (m)       | DNF-1     | run 1: niet gefinisht                                    |
| Allaoua Latef    | slalom (m)       | DNF-1     | run 1: niet gefinisht                                    |
|                  |                  |           |                                                          |
| Nacera Boukamoum | super g (v)      | 48e       | 1.56,07 (+34,85)                                         |
| Nacera Boukamoum | reuzenslalom (v) | 42e       | run 1: 1.32,66 run 2: 1.31,80 totaal: 3.04,46 (+51,72)   |

Algerije · Amerikaanse Maagdeneilanden · Andorra · Argentinië · Australië · België · Bermuda · Bolivia · Brazilië · Bulgarije · Canada · Chili · China · Chinees Taipei · Costa Rica · Cyprus · Denemarken · Duitsland · Estland · Filipijnen · Finland · Frankrijk · Gezamenlijk team · Griekenland · Groot-Brittannië · Honduras · Hongarije · Ierland · IJsland · India · Italië · Jamaica · Japan · Joegoslavië · Kroatië · Letland · Libanon · Liechtenstein · Litouwen · Luxemburg · Marokko · Mexico · Monaco · Mongolië · Nederland · Nederlandse Antillen · Nieuw-Zeeland · Noord-Korea · Noorwegen · Oostenrijk · Polen · Puerto Rico · Roemenië · San Marino · Senegal · Slovenië · Spanje · Swaziland · Tsjecho-Slowakije · Turkije · Verenigde Staten · Zuid-Korea · Zweden · Zwitserland